# جارهد
جارهِد (انگلیسی: Jarhead) فیلمی در ژانر جنگی، درام و زندگی‌نامه به کارگردانی سام مندس است که در سال ۲۰۰۵ منتشر شد.
عنوانِ فیلم از اصطلاحی گرفته شده که برای اشاره به نیروی تفنگداران دریایی ایالات متحده آمریکا به کار می‌رفته‌است.
جارهد بر اساسِ کتابِ خاطراتِ آنتونی سوافورد، از سربازان نیروی دریایی آمریکا ساخته شده‌است. کتابی که با همین نام در سال ۲۰۰۳ منتشر شده‌است.

## بازیگران
- جیک جیلنهال
- پیتر سارسگارد
- کریس کوپر
- جیمی فاکس
- جیکوب بارگاس
- لوکاس بلک
- برایان گراتی
- لاز آلونسو
- جان کرازینسکی
- دنیس هیزبرت
- اوان جونز